# 5. studenoga
5. studenoga (5. 11.) 309. je dan godine po gregorijanskom kalendaru (310. u prijestupnoj godini).
Do kraja godine ima još 56 dana.

## Događaji
- 1556. – Mogulska je vojska pobijedila hinduse kod Delhija, pa je Indijom zavladao car Akbar Veliki
- 1605. – U Londonu je otkrivena Barutna urota, kojom je katolik Guy Fawkes navodno htio dići u zrak engleski parlament
- 1907. – Zagreb dobio električnu javnu rasvjetu.
- 1908. – Frankova Čista stranka prava osnovala Hrvatsku narodnu legiju.
- 1971. – Američki pilot kapetan Elgen Long krenuo je s aerodroma u San Franciscu na prvi let oko svijeta preko Sjevernog i Južnog pola. Letio je 215 sati i preletio 62.597 kilometara. Let je započeo 5. studenoga, a završio 3. prosinca 1971.
- 1990. – U vojnoj bazi Rakitje oformljena je 1. gardijska brigada "Tigrovi".
- 1991. – Palo veliko skladište oružja Jamadol kod Karlovca u ruke Hrvatske vojske. HV spriječio da zapovjednik garnizona JNA u Karlovcu Svetozar Marjanović razori skladište oružja i događanje nove bjelovarske Hiroshime.
- 1991. – Za vrijeme Domovinskog rata, dvojica naoružanih pripadnika specijalne jedinice milicije tzv. SAO Krajine ubila su u okupiranoj Petrinji četiri člana hrvatske obitelji Kozbašić: oca Milana Kozbašića (Hrvat), mati Gordanu (Srpkinja) te 13-godišnju kći Tamaru i 8-godišnjeg sina Alena.[1]

| - 1673. – Dimitrie Cantemir, moldavski knez i rumunjski znanstvenik i političar († 1723.) - 1762. – Mirko Daniel Bogdanić, hrvatski astronom († 1802.) - 1854. – Paul Sabatier, francuski kemičar i nobelovac († 1941.) - 1913. – Vivien Leigh, engleska filmska glumica i dobitnica Oscara († 1967.) - 1921. – Fawzia Egipatska, egipatska princeza - 1934. – Kira Muratova, ukrajinska filmska redateljica († 2018.) - 1938. – Joe Dassin, američko-francuski pjevač († 1980.) - 1939. – Tomislav Premerl, hrvatski arhitekt i konzervator († 2018.) - 1947. – Valter Dešpalj, hrvatski violončelist svjetskog glasa - 1952. – Oleg Blohin, ukrajinski nogometaš i trener - 1959. – Bryan Adams, kanadski kantautor, gitarist i fotograf - 1963. – Jean-Pierre Papin, francuski nogometaš i trener - 1974. – Dado Pršo, hrvatski nogometaš - 1981. – Ksenija Sobčak, ruska tv-voditeljica - 1986. – Kasper Schmeichel, danski nogometaš - 1989. – Darijo Možnik, hrvatski gimnastičar († 2011.) - 1992. – Marco Verratti, talijanski nogometaš - 1994. – Toni Popadić, hrvatski vaterpolist - 1997. – Anthony Kalik, australski nogometaš hrvatskoga porijekla | - 1370. – Kazimir III. Veliki, poljski kralj (* 1310.) - 1808. – Mustafa IV., turski sultan (* 1779.) - 1879. – James Clark Maxwell, škotski fizičar (* 1831.) - 1906. – Štefan Beéry, svećenik i pisac gradišćanskih Hrvata (* 1841.) - 1930. – Christiaan Eijkman, nizozemski liječnik i nobelovac (* 1858.) - 1944. – Alexis Carrel, francuski liječnik i nobelovac (* 1873.) - 1960. – Mack Sennett, kanadsko-američki filmski glumac, producent i redatelj (* 1880.) - 1989. – Vladimir Horowitz, američki pijanist ruskog porijekla (* 1903.) - 1992. – Arpad Elo, mađarski šahist (* 1903.) - 1994. – Milan Mladenović, srbijanski rock-glazbenik (* 1958.) - 1997. – Isaiah Berlin, rusko - britanski filozof (* 1909.) - 2010. – Jill Clayburgh, američka glumica (* 1944.) - 2015. – René Girard, francuski povjesničar, pisac i filozof (* 1923.) - 2015. – Henning Mankell, švedski književnik (* 1948.) - 2021. – Jelena Brajša, hrvatska humanitarka (* 1935.) |